# بيغي هوبكينز جويس
بيغي هوبكينز جويس (بالإنجليزية: Peggy Hopkins Joyce)‏ هي عارضة وراقصة وممثلة أمريكية، ولدت في 26 مايو 1893 في الولايات المتحدة، وتوفيت في 12 يونيو 1957 بنيويورك في الولايات المتحدة بسبب سرطان.

## وصلات خارجية
- بيغي هوبكينز جويس على موقع IMDb (الإنجليزية)
- بيغي هوبكينز جويس على موقع أول موفي (الإنجليزية)
- بيغي هوبكينز جويس على موقع قاعدة بيانات برودواي على الإنترنت (الإنجليزية)
- بيغي هوبكينز جويس على موقع قاعدة بيانات برودواي على الإنترنت (الإنجليزية)
- بيغي هوبكينز جويس على موقع قاعدة بيانات برودواي على الإنترنت (الإنجليزية)
- بيغي هوبكينز جويس على موقع قاعدة بيانات الفيلم (الإنجليزية)